# Corbulo (schip, 1923)
De Corbulo is een voormalig binnenvaartschip. Het werd in 1923 in Heusden gebouwd als sleepkempenaar, en kreeg in 1955 voor het eerst een motor. Na 1986 werd het schip overgedragen aan een scoutinggroep in Delft die het schip ombouwde tot varend clubhuis. 

## Geschiedenis

### Bouw en eerste gebruik
Het schip werd in 1923 gebouwd als sleepkempenaar bij De Haan & Oerlemans in Heusden, in opdracht van de Delftse familie Tetteroo.
De eerste reis werd het leeg naar Rees gesleept waar een lading zand werd geladen voor Delft. Van 1 oktober 1929 tot 1 februari 1931 werd voornamelijk op de Rijn gevaren en ook via de Zeeuwse wateren naar Antwerpen en Gent, daarna meer naar het Luikse industriegebied waar de kempenaar toen het grootste schip was dat die stad kon bereiken. In de opvaart vervoerde het graan en stukgoed en afvarend vanaf Amöneburg (bij Mainz) balen cement voor diverse Nederlandse bouwhandelsbedrijven. In die periode werd het bevracht door het Nederlandse bevrachtingskantoor Damco. In augustus 1933 werd een opduwer aangeschaft, met een roefje waarin een 2 cilinder MWM diesel van 24 pk. stond. Als het schip geladen was werd er geduwd, maar leeg werd het gesleept.

### Tweede Wereldoorlog
Bij de inval van de Duitsers in Nederland op 10 mei 1940 lag de Corbulo op de Maas in Lith. Eind juni kon er weer gevaren worden en werden nog twee reizen gedaan: een met kolen van Stein voor de centrale in Nijmegen en een reis zand van Wellerlooi (aan de Limburgse Maas) naar Amsterdam. Daar werd op 28 augustus 1940 het schip door de Duitse bezetter in beslag genomen, zonder de opduwer. Bij de werf van de Nederlandsche Scheepsbouw Maatschappij in Amsterdam-Noord werd de kop er afgebrand en een soort laadklep aangebracht. In het ruim kwam een betonnen vloer om tanks en ander legermateriaal op de plaatsen. Bedoeld voor een invasie op de op de Engelse oostkust.
Toen die werd afgelast werd in 1943 het schip weer min of meer in oude staat terug gebracht, de betonnen vloer er uit en een soort van 'noodkop' aangebracht. Voor wat kleinere reparaties werd het schip naar scheepswerf Figee aan de Oude Haven in Vlaardingen gesleept. Daar heeft men de reparatie een jaar weten te rekken. Kort voor de bevrijding werd het schip gevorderd door de Kriegsmarine en is het op 1 oktober 1944 naar Emden vertrokken met allerlei materiaal afkomstig van een scheepswerf of machinefabriek.
Bij de bevrijding van de noordelijke provincies in april 1945 lag het in Leeuwarden vlak bij de Oldenhove. De eerste naoorlogse reis was met cokes van Stein naar IJmuiden voor de Hoogovens.  In 1951 werd een nieuwe motorvlet besteld van 9 bij 3 meter met een 72 pk. MWM, waarmee de snelheid leeg van 7 naar 12 km p/u en geladen van amper 5 naar 10 km werd opgevoerd.

### Motorisering
In 1955 werd besloten om tot motorisering van het schip zelf over te gaan. In de zomer van dat jaar is er toen bij de Scheepswerf van H. Boot & Zn. in Delft een 6 cilinder MAN diesel van 150 pk geplaatst, waarmee op de proefvaart op 14 september een snelheid van 15 km werd behaald. Eenmaal geladen, bleek er op diep water 11,9 km behaald te worden. Ook werd bij die werf aan elk roer een scheg gezet volgens patent A. de Haan Scheepswerf Heusden Octrooi no. 58546.
December 1986 werd besloten van de toen geldende saneringsregel gebruik te maken, waarbij het schip uit de commerciële vaart diende te vertrekken. Het betekende slopen of verkopen voor de recreatie. Na een winterstillig-periode werden in 1987 nog acht reizen gedaan en op 9 november arriveerde het schip in Delft, weer bij de werf van Boot. 

### Scoutingschip
Op 11 maart 1988 werd het schip gekocht door waterscouting Nautilus in Delft, die het ombouwde tot wachtschip. In het ruim werd sanitair en een keuken aangelegd, en kwamen er meerdere lokalen waarin het scoutingspel gespeeld kon worden, en waarin er onderhoud aan de lelievletten kon worden uitgevoerd. Het varende clubhuis, dat inmiddels in het Register Varend Erfgoed Nederland was opgenomen als historisch bedrijfsvaartuig, bleef in de vaart. Zo voer het vanaf 1989 elke vier jaar naar het NaWaKa, fungeerde het in 1990 en 95 bij Sail Amsterdam als logiesschip voor het bewakingspersoneel gebruikt, en voer het elk jaar in mei naar de Kagerplassen voor de jaarlijkse regionale scoutingzeilwedstrijden. In 2025 werd er door Scouting Nautilus voor het laatst mee gevaren. 

## Kenmerken
Het schip heeft onder meer een 6 cilinder MAN diesel van 150 pk, een koproer en extra motoren voor de ankerlieren voor de 2 boegankers en een hekanker, dekwas- en lenspomp, compressor, dynamo en nog een apart aggregaat.

## Liggers Scheepmetingsdienst[3]
| Meetnummer | District en volgnr. | Meetdatum        | Meetplaats | Lengte [m] | Breedte [m] | Inzinking [m] | Waterverplaatsing [ton] | Naam    | Eigenaar                | Domicilie |
| ---------- | ------------------- | ---------------- | ---------- | ---------- | ----------- | ------------- | ----------------------- | ------- | ----------------------- | --------- |
| Zb1199N    | Zevenbergen 1199    | 8 januari 1923   | Heusden    | 50 m 00 cm | 6 m 60 cm   | 2 m 27 cm     | 548,078 ton             | Corbulo | Plippus Petrus Tetteroo | Delft     |
| R19224N    | Rotterdam 19224     | 19 juni 1953     | Rotterdam  | 50 m 00 cm | 6 m 58 cm   | 2 m 27 cm     | 528,114 ton             | Corbulo | E.P. Tetteroo           | Rotterdam |
| R21334N    | Rotterdam 21334     | 31 augustus 1955 | Rotterdam  | 50 m 00 cm | 6 m 58 cm   | 2 m 27 cm     | 515,013 ton             | Corbulo | -                       | -         |
| R38352N    | Rotterdam 38352     | 21 oktober 1974  | –          | 50 m 00 cm | 6 m 58 cm   | 2 m 26 cm     | 509,221 ton             | Corbulo | -                       | -         |
| RN3855     | Rotterdam 3855      | 21 juni 1984     | -          | 50 m 00 cm | 6 m 58 cm   | 2 m 27 cm     | 512,249 ton             | Corbulo |                         |           |